# Graduation (àlbum)

Portada original de l'àlbum

Graduation és el tercer àlbum musical d'estudi de l'artista estatunidenc Kanye West, publicat a través de Def Jam Recordings i Roc-A-Fella Records l'11 de setembre de 2007. Graduation és el quart treball de l'artista que completa la tetralogia d'àlbums sobre l'educació de West composta per The College Dropout (2004), Late Registration (2005), Late Orchestration (àlbum de versions en directe de temes dels dos primers àlbums, 2006) i Graduation (2007). L'àlbum segueix el fil de la temàtica dels seus predecessors, l'educació de West, no obstant, musicalment combina ritmes de hip-hop amb pop i electrònica. Aquests dos últims elements no eren presents en els àlbums anteriors a Graduation.

## Producció i enregistrament
Kanye West va començar a treballar en Graduation just després de llançar el seu segon àlbum d'estudi Late Registration. A finals de setembre de 2005 West ja tenia tres cançons per l'àlbum el què havia de completar-se amb nou cançons més, tot i que al final l'àlbum va acabar tenint-ne catorze en total.
A diferència dels anteriors, Graduation conté un nombre més reduït de col·laboracions amb altres artistes. Ell mateix va declarar que quan escoltava les cançons de les seves bandes preferides, com The Killers o Coldplay, només sentia la veu del cantant d'inici a final. Va voler fer el mateix per al seu treball d'estudi on només hi apareixen set artistes a part del propi Kanye West, molts menys que al seu anterior treball d'estudi Late Registration on hi apareixen fins a un total de tretze artistes convidats.

## Estil musical
A Graduation, Kanye West va optar per deixar enrere el so característic dels samples de soul de The College Dropout i els sons orquestrals de Late Registration. Va optar per un so més atmosfèric amb elements de stadium rock i sobretot música electrònica. El canvi va ser donat a partir de que ell mateix va començar a escoltar música que combinava gèneres com el rock i el house. Segons Jayson Greene (Stylus Magazine), Kanye West va quedar fascinat amb la música disco europea, un tipus de música dance electrònica popular a les discoteques d'arreu d'Europa. Greene recalca també que West va desenvolupar una afinitat pels sintetitzadors, els quals veiem present durant tot l'àlbum i que li donen aquest toc electrònic tant característic.
Amb Graduation, West va enterrar el so característic dels àlbums anteriors, des-dels kicks, snares i el so orquestral de Late Registration, que va quedar enterrat pels sintetitzadors, els acords distorsionats i els ritmes d'electro-disco. Tot i deixar de banda el seu passat musical i innovar completament, West no va deixar els samples de banda totalment, més concretament la cançó Stronger està constituïda al voltant d'un sample de caràcter electrònic de Daft Punk. Això remarca l'estil que constitueix el disc, la fusió de l'electrònica amb el rap i el hip-hop.

## Impacte en la indústria musical
Graduation va tenir un gran impacte a la indústria musical. Tant l'àlbum en si com algunes de les cançons que el componen, van rebre nominacions i premis a la cinquantena edició dels premis Grammy, celebrada el 10 de Febrer de 2008. Cal aclarir que Kanye West va guanyar un altre premi per una altra cançó, «Southside» amb l'artista Common, tot i que aquesta no figura a l'àlbum.

Kanye West a la cinquantena edició dels premis Grammy

Entre aquestes nominacions i premis, cal destacar: el treball d'estudi Graduation va guanyar el premi a millor àlbum de rap; el senzill Stronger (que figura a l'àlbum i és conegut per incloure un sampleig d'una cançó de Daft Punk) va guanyar el premi a la millor performance de rap en solitari; i Good Life (un altre senzill de l'àlbum) va guanyar el premi a millor cançó de rap.